# Julie Bovasso
Julia Anne Bovasso, detta Julie (New York, 1º agosto 1930 – New York, 14 settembre 1991), è stata un'attrice statunitense.

## Biografia
Julia Bovasso (in arte Julie) nacque a Brooklyn il 1º agosto del 1930, da Angela Mary Padovani e Bernard Michael Bovasso.
Lavorò come attrice dal 1958 sino alla morte, fu anche insegnante di arte drammatica in una scuola di New York.
Il suo ruolo di maggior evidenza per il grande pubblico è stato quello della madre di Tony Manero sia in La febbre del sabato sera (1977) sia in Staying Alive (1983).
Interpretò la parte di Rita Cappomaggi, zia di Loretta Castorini (Cher) in Stregata dalla luna del 1987.
Visse principalmente a New York, dove morì a causa di un cancro nel 1991 all'età di 61 anni.
Si sposò una volta e divorziò. Non ebbe figli.

## Filmografia parziale

### Cinema
- Dimmi che mi ami, Junie Moon (Tell Me That You Love Me, Junie Moon), regia di Otto Preminger (1970)
- La febbre del sabato sera (Saturday Night Fever), regia di John Badham (1977)
- Il verdetto (The Verdict), regia di Sidney Lumet (1982)
- Staying Alive, regia di Sylvester Stallone (1983)
- Daniel, regia di Sidney Lumet (1983)
- Un poliziotto fuori di testa (Off Beat), regia di Michael Dinner (1986)
- Cadaveri e compari (Wise Guys), regia di Brian De Palma (1986)
- Stregata dalla luna (Moonstruck), regia di Norman Jewison (1987)
- Il matrimonio di Betsy (Betsy's Wedding), regia di Alan Alda (1990)
- Il testimone più pazzo del mondo (My Blue Heaven), regia di Herbert Ross (1990)
- Articolo 99 (Article 99), regia di Howard Deutch (1992)

### Televisione
- The Nurses – serie TV, episodio 2x30 (1964)
- Miami Vice – serie TV, episodio 2x15 (1986)

## Doppiatrici italiane
- Gabriella Genta ne La febbre del sabato sera, Staying Alive, Stregata dalla luna
- Isa Bellini ne Il verdetto[1]
- Maria Pia Di Meo ne La febbre del sabato sera (ridoppiaggio)